# Johann Ludwig von Cobenzl
Pour les articles homonymes, voir Cobenzl.
Jean Louis, comte de Cobenzl, (en allemand : Johann Ludwig Graf von Cobenzl), transcrit Louis de Cobentzel en français,, né à Bruxelles le 21 novembre 1753 et mort à Vienne le 22 février 1809, est un diplomate autrichien qui fut ambassadeur d'Autriche à la cour de Saint-Pétersbourg en 1779. Partisan décidé de l'absolutisme, il combattit sans relâche les idées issues de la Révolution française, et poussa en 1795 à la signature d'un traité d'alliance avec l'Angleterre et l'Empire russe. Il négocia en 1797 avec la France le traité de Campo-Formio, et signa la paix par le traité de Lunéville avec Joseph Bonaparte en 1801. 

## Biographie
Johann-Ludwig Cobentzel est l'un des dix enfants du ministre autrichien Charles de Cobenzl (1712–1770), de la vieille noblesse de Carinthie, et de la comtesse Marie-Thérèse von Palffy (1719–1771). Il est admis en 1772 dans les services de l'administration impériale et affecté en Galicie et Lodomérie sous l'autorité du gouverneur Johann Anton von Pergen. Il épouse la comtesse Maria Theresia Johanna Montelabbate qui lui donnera plusieurs enfants, parmi lesquels le comte Carl Ludwig Cobentzel. Dès 1774, il est nommé consul à Copenhague, puis en 1777 à Berlin et en 1779 à Saint-Petersbourg. Malade, il est remplacé par son cousin, le comte Philipp von Cobenzl, en tant que vice-chancelier d'Autriche lors de la signature du Traité de Teschen qui met un terme à la guerre de succession de Bavière. Il est promu ambassadeur d'Autriche en Russie en 1786, et est admis dans le cercle des conseillers de la tsarine Catherine II. En septembre 1795, il appuie l'alliance de l'Autriche avec la Grande-Bretagne et la Russie contre la France révolutionnaire, mais c'est un échec : il doit négocier une trêve en septembre 1797 avec le général Bonaparte à Udine, puis le 17 octobre 1797, est contraint de signer la Paix de Campo-Formio. Cobentzel participe finalement au congrès de Rastatt et mène les négociations qui aboutissent en 1801 à la paix de Lunéville, conclusion des guerres de la Deuxième Coalition. 
Cobentzel exerce ensuite les fonctions de vice-chancelier et de ministre des Affaires Étrangères de l'empire d'Autriche. Au mois de novembre 1801, il accompagne la cour à Olmütz. Il démissionne de toutes ses charges en 1805 au terme de la paix de Presbourg. 
Son tombeau se trouve dans le parc de Währing, à Vienne.

## Écrits
Un manuscrit inédit relatant le voyage de Louis de Cobentzel en France avec Joseph II a été vendu en vente publique le 13 décembre 2016 par la librairie Godts (lot no 270).

## Source
Cet article comprend des extraits du Dictionnaire Bouillet. Il est possible de supprimer cette indication, si le texte reflète le savoir actuel sur ce thème, si les sources sont citées, s'il satisfait aux exigences linguistiques actuelles et s'il ne contient pas de propos qui vont à l'encontre des règles de neutralité de Wikipédia.